# Ernesto Pérez Acosta
Ernesto Pérez Acosta (Itauguá, 17 de enero de 1889 – Asunción, 28 de abril de 1977) fue un sacerdote salesiano, capellán en la guerra del Chaco y formador de juventudes. Fue conocido como Pa'i Pérez (en guaraní Padre Pérez).

## Juventud y estudios
El padre Ernesto Pérez Acosta, conocido popularmente como “Paí Pérez” nació en Itauguá el 17 de enero de 1889. Hijo del coronel José del Cármen Pérez, convencional en la Asamblea Constituyente de 1870 y de doña Juana Rosa Acosta.
Ingresó a la escuela de la iglesia de la Encarnación en la capital. En 1901 hizo su primer encuentro con los salesianos al inscribirse como alumno artesano en el Colegio Salesiano Monseñor Lasagna que dirigía el padre Turriccia.
En 1903, apenas un jovencito, viajó al Uruguay para comenzar sus estudios en el Seminario del Manga, en las proximidades de Montevideo. Ordenado sacerdote en 1916, rezó su primera misa en Asunción en la nueva capilla de su antiguo colegio, al que quedó incorporado como docente, ejercicio que se extendió por once años.

## Sacerdocio
En el primer año de sacerdocio se registró un hecho trascendente, la creación del célebre Batallón de Exploradores de Don Bosco al que denominó Don Bosco. Con este contingente, bajo su dirección espiritual, recorrió extensas zonas del país marchando a pie por diversas campiñas de la patria. Comenzó así su labor de educación y formación cívica de los jóvenes y niños paraguayos, empresa a que dedicó casi sesenta años.
La figura del padre Pérez adquirió muy pronto notoriedad; su personalidad atrayente y culta, su trato afable, y la firme disciplina de sus acciones le revistieron de prestigio y popularidad.
En su ministerio sacerdotal tuvo activísimo desempeño. En 1927 fue nombrado director del Colegio Salesiano "Sagrado Corazón de Jesús" (Salesianito), y al año siguiente designado concejal de la Municipalidad de Asunción.

## Experiencias en la Guerra del Chaco
En 1930 era director del Instituto San José de Concepción. Al estallar la guerra del Chaco en 1932 y observar el embarque de las primeras partidas al Chaco de alumnos y ex - alumnos, no pudo evitar, arrebatado por sus impulsos, de acompañarlos en su incierta suerte. Nombrado capellán, se hizo célebre por su participación en la defensa del fortín Nanawa, donde se estrellaron sin éxito las poderosas fuerzas bolivianas. 
Entre misas y confesiones, cuando la situación de los defensores se hacía crítica, el Pa'í Pérez, según su propio relato, no dudó en empeñar el fusil y sumarse a la sangrienta lucha que significó la cristalización del heroísmo paraguayo.
La figura del comandante victorioso, coronel Irrazábal le despertó una gran admiración, afinidad que fue mutua, pues el guerrero guardaba para el sacerdote un respeto sin igual.
Fue capellán, poco después, del III Cuerpo de Ejército. El 11 de diciembre de 1934, en el fortín Las Moras, recibió la condecoración Cruz del Chaco, en oportunidad de celebrarse el aniversario de la victoria de Campo Vía, la más brillante operación táctica de toda la guerra.
Sobre esa fase de su vida el padre Pérez escribió el libro editado en dos volúmenes titulado “En la contienda del Chaco: lo que vio, oyó y supo un capellán”. 
Concluida la contienda, el padre Pérez, ostentando el grado de coronel de la nación, retornó a sus actividades habituales. En 1936 era director de la publicación Rumbos, órgano de expresión de la Iglesia Católica y dos años más tarde fue elegido vicepresidente de la Federación Paraguaya de Scoutismo. 
En 20 de febrero fundó el legendario Batallón Rojas Silva, de larga memoria, denominación por la que prestó homenaje al teniente paraguayo de ese nombre caído en el fortín Sorpresa, en los prolegómenos de la guerra. Esa unidad fue enriquecida con la incorporación de cientos de jóvenes que allí aprendieron a conducirse dentro de un marco inflexible  de comportamiento, adquirieron espíritu estoico, amor a la patria y formación espiritual. Fue la fragua de donde surgieron con los años prominentes artistas, músicos, futbolistas y hombres de empresa, dotados todos ellos de profundos sentimientos cristianos.
El movimiento de Exploradores marchaba a los pueblos y ciudades del interior, acompañado de un elenco de mozos artistas populares, y de la banda de músicos cuyos sones despertaban del letargo la monótona existencia de los hombres de campo. Sus veladas teatrales eran de gran regocijo para los habitantes y muy pronto algunos nombres de sus componentes se hicieron notorios.
Los grupos artísticos del batallón del Pa'í Pérez fueron el germen de una multitud de reconocidos cultores de la música y la escena. Ernesto Báez, Juan Bernabé y otros tantos fueron productos de esa generación.
En 1952, asumió la dirección del Colegio Don Bosco de Villarrica y en 1958, de la Escuela Agrícola Ganadera Carlos Pfannl de Coronel Oviedo.
En 1958 fue designado representante salesiano en el Congreso de Turin, Italia.

## Muerte y últimos años
En celebración a los setenta y cinco años de la llegada de los Salesianos, Ernesto Pérez dio a luz su “Memoria Histórica de la Obra de los Salesianos en el Paraguay”.
Falleció a los 88 años de edad el 28 de abril de 1977. Desde 1960, una arteria capitalina del barrio Pettirossi lleva su nombre.